# Karnais
Karnais (finska: Karnainen) är en stadsdel i Lojo stad i Finland. Riksväg 1, alltså Helsingfors-Åbo motorväg, går genom stadsdelen i Karnais vägtunnel. I Karnais ligger bland annat ABC bensinstation och Kisakallio Idrottsinstitut. Den största delen av Karnais täcks av skogar.